# IC 4678
IC 4678 је емисиона маглина са звијездама у сазвјежђу Стријелац која се налази на листи објеката дубоког неба у Индекс каталогу.
Деклинација објекта је - 23° 57' 16" а ректасцензија 18h 6m 33,4s. IC 4678 је још познат и под ознакама ESO 521-N*26, CED 152B.